# Eleições autárquicas de 2017 em Cascais
As eleições autárquicas de 2017, no concelho de Cascais, serviram para eleger os diferentes membros do poder local autárquico.
Carlos Carreiras, presidentes desde 2011 pela coligação pelo PSD e CDS, foi novamente reeleito, ao obter 45,9% dos votos e mantendo a maioria absoluta, ao manter os 6 vereadores que tinha obtido em 2013.

## Listas e Candidatos
| Lista | Lista                                           | Candidato           |
| ----- | ----------------------------------------------- | ------------------- |
|       | PSD-CDS                                         | Carlos Carreiras    |
|       | Partido Socialista                              | Gabriela Canavilhas |
|       | Coligação Democrática Unitária                  | Clemente Alves      |
|       | Bloco de Esquerda                               | Cecília Honório     |
|       | Pessoas–Animais–Natureza                        | Francisco Guerreiro |
|       | PDR-JPP                                         | João Sande e Castro |
|       | Partido Comunista dos Trabalhadores Portugueses | Carlos Pacheco      |

## Resultados Oficiais
Os resultados para os diferentes órgãos do poder local do concelho de Cascais foram os seguintes:

## Mapa

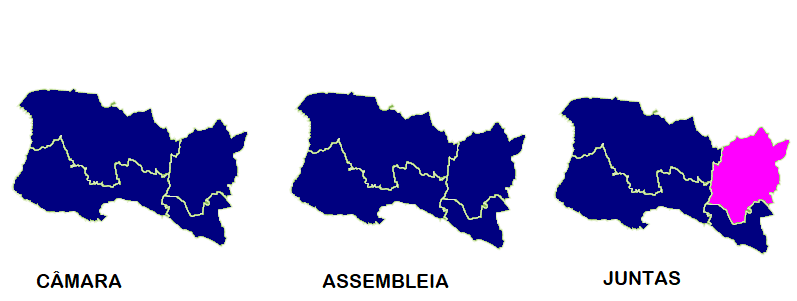
Partido mais votado por Freguesia

### Câmara Municipal
| Partido                 | Partido                        | Votos   | %               | +/-  | Vereadores | +/-     |
| ----------------------- | ------------------------------ | ------- | --------------- | ---- | ---------- | ------- |
|                         | PSD-CDS                        | 35 520  | 45,94 / 100,00  | 3,22 | 6 / 11     | Estável |
|                         | Partido Socialista             | 22 492  | 29,09 / 100,00  | 7,52 | 4 / 11     | 1       |
|                         | Coligação Democrática Unitária | 5 759   | 7,45 / 100,00   | 3,79 | 1 / 11     | Estável |
|                         | Bloco de Esquerda              | 4 056   | 5,25 / 100,00   | 0,68 | 0 / 11     | Estável |
|                         | Pessoas–Animais–Natureza       | 3 529   | 4,56 / 100,00   | -    | 0 / 11     | -       |
|                         | PDR-JPP                        | 1 628   | 2,11 / 100,00   | Novo | 0 / 11     | Novo    |
|                         | PCTP/MRPP                      | 466     | 0,60 / 100,00   | 0,28 | 0 / 11     | Estável |
| Votos Inválidos         | Votos Inválidos                | 3 875   | 5,01 / 100,00   | 4,07 |            |         |
| Total                   | Total                          | 77 325  | 100,00 / 100,00 |      | 11 / 11    |         |
| Eleitorado/Participação | Eleitorado/Participação        | 177 585 | 43,54 / 100,00  | 5,55 |            |         |

### Assembleia Municipal
| Partido                 | Partido                        | Votos   | %               | +/-  | Vereadores | +/-     |
| ----------------------- | ------------------------------ | ------- | --------------- | ---- | ---------- | ------- |
|                         | PSD-CDS                        | 33 265  | 43,12 / 100,00  | 2,76 | 16 / 33    | Estável |
|                         | Partido Socialista             | 22 144  | 28,70 / 100,00  | 6,28 | 10 / 33    | 2       |
|                         | Coligação Democrática Unitária | 6 226   | 8,07 / 100,00   | 4,12 | 3 / 33     | 1       |
|                         | Bloco de Esquerda              | 4 890   | 6,34 / 100,00   | 1,00 | 2 / 33     | Estável |
|                         | Pessoas–Animais–Natureza       | 4 006   | 5,19 / 100,00   | -    | 1 / 33     | -       |
|                         | PDR-JPP                        | 2 021   | 2,62 / 100,00   | Novo | 1 / 33     | Novo    |
|                         | PCTP/MRPP                      | 752     | 0,97 / 100,00   | 0,25 | 0 / 33     | Estável |
| Votos Inválidos         | Votos Inválidos                | 3 845   | 4,98 / 100,00   | 4,32 |            |         |
| Total                   | Total                          | 77 149  | 100,00 / 100,00 |      | 33 / 33    |         |
| Eleitorado/Participação | Eleitorado/Participação        | 177 585 | 43,44 / 100,00  | 5,45 |            |         |

### Juntas de Freguesia
| Partido                 | Partido                        | Votos   | %               | +/-  | Presidentes | +/-     | Vereadores | +/-     |
| ----------------------- | ------------------------------ | ------- | --------------- | ---- | ----------- | ------- | ---------- | ------- |
|                         | PSD-CDS                        | 33 675  | 43,76 / 100,00  | 3,61 | 3 / 4       | Estável | 41 / 80    | 4       |
|                         | Partido Socialista             | 23 737  | 30,85 / 100,00  | 7,61 | 1 / 4       | Estável | 28 / 80    | 5       |
|                         | Coligação Democrática Unitária | 6 533   | 8,49 / 100,00   | 3,93 | 0 / 4       | Estável | 6 / 80     | 5       |
|                         | Bloco de Esquerda              | 5 518   | 7,17 / 100,00   | 2,03 | 0 / 4       | Estável | 4 / 80     | Estável |
|                         | PDR-JPP                        | 2 512   | 3,26 / 100,00   | Novo | 0 / 4       | Estável | 1 / 80     | Novo    |
|                         | PCTP/MRPP                      | 583     | 0,76 / 100,00   | 0,11 | 0 / 4       | Estável | 0 / 80     | Estável |
| Votos Inválidos         | Votos Inválidos                | 4 390   | 5,70 / 100,00   | 3,54 |             |         |            |         |
| Total                   | Total                          | 76 948  | 100,00 / 100,00 |      | 4 / 4       |         | 80 / 80    |         |
| Eleitorado/Participação | Eleitorado/Participação        | 177 585 | 43,33 / 100,00  | 5,34 |             |         |            |         |

## Resultados por Freguesia

### Câmara Municipal
| Freguesia            | %        | %     | %    | %    | %    | %        | %    | Votantes |
| Freguesia            | PSD- CDS | PS    | CDU  | BE   | PAN  | PDR- JPP | PCTP | Votantes |
| -------------------- | -------- | ----- | ---- | ---- | ---- | -------- | ---- | -------- |
| Alcabideche          | 47,00    | 28,95 | 6,99 | 4,53 | 4,32 | 2,39     | 0,82 | 14 337   |
| Carcavelos e Parede  | 42,08    | 31,71 | 7,35 | 5,89 | 5,27 | 1,91     | 0,51 | 18 865   |
| Cascais e Estoril    | 54,59    | 23,20 | 5,73 | 4,44 | 4,17 | 2,97     | 0,40 | 22 958   |
| São Domingos de Rana | 39,27    | 33,23 | 9,71 | 6,02 | 4,52 | 1,15     | 0,76 | 21 165   |
| Cascais              | 45,94    | 29,09 | 7,45 | 5,25 | 4,56 | 2,11     | 0,60 | 77 325   |

#### Alcabideche
| Partido                 | Partido                        | Votos  | %               | +/-  |
| ----------------------- | ------------------------------ | ------ | --------------- | ---- |
|                         | PSD-CDS                        | 6 738  | 47,00 / 100,00  | 3,74 |
|                         | Partido Socialista             | 4 151  | 28,95 / 100,00  | 5,49 |
|                         | Coligação Democrática Unitária | 1 002  | 6,99 / 100,00   | 3,77 |
|                         | Bloco de Esquerda              | 649    | 4,53 / 100,00   | 0,74 |
|                         | Pessoas–Animais–Natureza       | 620    | 4,32 / 100,00   | -    |
|                         | PDR-JPP                        | 342    | 2,39 / 100,00   | Novo |
|                         | PCTP/MRPP                      | 117    | 0,82 / 100,00   | 0,01 |
| Votos Inválidos         | Votos Inválidos                | 718    | 5,01 / 100,00   | 3,45 |
| Total                   | Total                          | 14 337 | 100,00 / 100,00 |      |
| Eleitorado/Participação | Eleitorado/Participação        | 34 518 | 41,53 / 100,00  | 4,54 |

#### Carcavelos e Parede
| Partido                 | Partido                        | Votos  | %               | +/-   |
| ----------------------- | ------------------------------ | ------ | --------------- | ----- |
|                         | PSD-CDS                        | 7 938  | 42,08 / 100,00  | 0,68  |
|                         | Partido Socialista             | 5 982  | 31,71 / 100,00  | 11,89 |
|                         | Coligação Democrática Unitária | 1 386  | 7,35 / 100,00   | 4,49  |
|                         | Bloco de Esquerda              | 1 112  | 5,89 / 100,00   | 0,09  |
|                         | Pessoas–Animais–Natureza       | 994    | 5,27 / 100,00   | -     |
|                         | PDR-JPP                        | 360    | 1,91 / 100,00   | Novo  |
|                         | PCTP/MRPP                      | 97     | 0,51 / 100,00   | 0,39  |
| Votos Inválidos         | Votos Inválidos                | 996    | 5,28 / 100,00   | 4,98  |
| Total                   | Total                          | 18 865 | 100,00 / 100,00 |       |
| Eleitorado/Participação | Eleitorado/Participação        | 39 150 | 48,19 / 100,00  | 6,83  |

#### Cascais e Estoril
| Partido                 | Partido                        | Votos  | %               | +/-  |
| ----------------------- | ------------------------------ | ------ | --------------- | ---- |
|                         | PSD-CDS                        | 12 533 | 54,59 / 100,00  | 2,42 |
|                         | Partido Socialista             | 5 326  | 23,20 / 100,00  | 5,71 |
|                         | Coligação Democrática Unitária | 1 315  | 5,73 / 100,00   | 2,17 |
|                         | Bloco de Esquerda              | 1 020  | 4,44 / 100,00   | 0,67 |
|                         | Pessoas–Animais–Natureza       | 958    | 4,17 / 100,00   | -    |
|                         | PDR-JPP                        | 683    | 2,97 / 100,00   | Novo |
|                         | PCTP/MRPP                      | 92     | 0,40 / 100,00   | 0,10 |
| Votos Inválidos         | Votos Inválidos                | 1 031  | 4,49 / 100,00   | 3,26 |
| Total                   | Total                          | 22 958 | 100,00 / 100,00 |      |
| Eleitorado/Participação | Eleitorado/Participação        | 55 980 | 41,01 / 100,00  | 4,32 |

#### São Domingos de Rana
| Partido                 | Partido                        | Votos  | %               | +/-  |
| ----------------------- | ------------------------------ | ------ | --------------- | ---- |
|                         | PSD-CDS                        | 8 311  | 39,27 / 100,00  | 7,11 |
|                         | Partido Socialista             | 7 033  | 33,23 / 100,00  | 6,42 |
|                         | Coligação Democrática Unitária | 2 056  | 9,71 / 100,00   | 5,33 |
|                         | Bloco de Esquerda              | 1 275  | 6,02 / 100,00   | 1,07 |
|                         | Pessoas–Animais–Natureza       | 957    | 4,52 / 100,00   | -    |
|                         | PDR-JPP                        | 243    | 1,15 / 100,00   | Novo |
|                         | PCTP/MRPP                      | 160    | 0,76 / 100,00   | 0,61 |
| Votos Inválidos         | Votos Inválidos                | 1 130  | 5,34 / 100,00   | 4,67 |
| Total                   | Total                          | 21 165 | 100,00 / 100,00 |      |
| Eleitorado/Participação | Eleitorado/Participação        | 47 937 | 44,15 / 100,00  | 6,67 |

### Assembleia Municipal
| Freguesia            | %        | %     | %     | %    | %    | %        | %    | Votantes |
| Freguesia            | PSD- CDS | PS    | CDU   | BE   | PAN  | PDR- JPP | PCTP | Votantes |
| -------------------- | -------- | ----- | ----- | ---- | ---- | -------- | ---- | -------- |
| Alcabideche          | 44,05    | 29,18 | 7,52  | 5,46 | 4,96 | 2,67     | 1,23 | 14 197   |
| Carcavelos e Parede  | 39,36    | 30,34 | 7,97  | 7,28 | 5,50 | 3,14     | 1,12 | 18 829   |
| Cascais e Estoril    | 52,55    | 22,47 | 6,23  | 5,32 | 5,15 | 3,31     | 0,66 | 22 957   |
| São Domingos de Rana | 35,60    | 33,68 | 10,53 | 7,19 | 5,13 | 1,38     | 1,01 | 21 166   |
| Cascais              | 43,12    | 28,70 | 8,07  | 6,34 | 5,19 | 2,62     | 0,97 | 77 149   |

#### Alcabideche
| Partido                 | Partido                        | Votos  | %               | +/-  |
| ----------------------- | ------------------------------ | ------ | --------------- | ---- |
|                         | PSD-CDS                        | 6 254  | 44,05 / 100,00  | 3,60 |
|                         | Partido Socialista             | 4 143  | 29,18 / 100,00  | 4,75 |
|                         | Coligação Democrática Unitária | 1 067  | 7,52 / 100,00   | 4,53 |
|                         | Bloco de Esquerda              | 775    | 5,46 / 100,00   | 1,03 |
|                         | Pessoas–Animais–Natureza       | 704    | 4,96 / 100,00   | -    |
|                         | PDR-JPP                        | 379    | 2,67 / 100,00   | Novo |
|                         | PCTP/MRPP                      | 175    | 1,23 / 100,00   | 0,38 |
| Votos Inválidos         | Votos Inválidos                | 700    | 4,94 / 100,00   | 3,79 |
| Total                   | Total                          | 14 197 | 100,00 / 100,00 |      |
| Eleitorado/Participação | Eleitorado/Participação        | 34 518 | 41,13 / 100,00  | 4,14 |

#### Carcavelos e Parede
| Partido                 | Partido                        | Votos  | %               | +/-  |
| ----------------------- | ------------------------------ | ------ | --------------- | ---- |
|                         | PSD-CDS                        | 7 411  | 39,36 / 100,00  | 0,18 |
|                         | Partido Socialista             | 5 713  | 30,34 / 100,00  | 9,69 |
|                         | Coligação Democrática Unitária | 1 500  | 7,97 / 100,00   | 5,10 |
|                         | Bloco de Esquerda              | 1 371  | 7,28 / 100,00   | 0,92 |
|                         | Pessoas–Animais–Natureza       | 1 035  | 5,50 / 100,00   | -    |
|                         | PDR-JPP                        | 591    | 3,14 / 100,00   | Novo |
|                         | PCTP/MRPP                      | 211    | 1,12 / 100,00   | 0,11 |
| Votos Inválidos         | Votos Inválidos                | 997    | 5,30 / 100,00   | 5,13 |
| Total                   | Total                          | 18 829 | 100,00 / 100,00 |      |
| Eleitorado/Participação | Eleitorado/Participação        | 39 150 | 48,09 / 100,00  | 6,73 |

#### Cascais e Estoril
| Partido                 | Partido                        | Votos  | %               | +/-  |
| ----------------------- | ------------------------------ | ------ | --------------- | ---- |
|                         | PSD-CDS                        | 12 065 | 52,55 / 100,00  | 2,31 |
|                         | Partido Socialista             | 5 159  | 22,47 / 100,00  | 4,35 |
|                         | Coligação Democrática Unitária | 1 430  | 6,23 / 100,00   | 2,30 |
|                         | Bloco de Esquerda              | 1 222  | 5,32 / 100,00   | 0,83 |
|                         | Pessoas–Animais–Natureza       | 1 182  | 5,15 / 100,00   | -    |
|                         | PDR-JPP                        | 759    | 3,31 / 100,00   | Novo |
|                         | PCTP/MRPP                      | 152    | 0,66 / 100,00   | 0,04 |
| Votos Inválidos         | Votos Inválidos                | 988    | 4,30 / 100,00   | 3,56 |
| Total                   | Total                          | 22 957 | 100,00 / 100,00 |      |
| Eleitorado/Participação | Eleitorado/Participação        | 55 980 | 41,01 / 100,00  | 4,32 |

#### São Domingos de Rana
| Partido                 | Partido                        | Votos  | %               | +/-  |
| ----------------------- | ------------------------------ | ------ | --------------- | ---- |
|                         | PSD-CDS                        | 7 535  | 35,60 / 100,00  | 6,14 |
|                         | Partido Socialista             | 7 129  | 33,68 / 100,00  | 5,84 |
|                         | Coligação Democrática Unitária | 2 229  | 10,53 / 100,00  | 5,36 |
|                         | Bloco de Esquerda              | 1 522  | 7,19 / 100,00   | 1,15 |
|                         | Pessoas–Animais–Natureza       | 1 085  | 5,13 / 100,00   | -    |
|                         | PDR-JPP                        | 292    | 1,38 / 100,00   | Novo |
|                         | PCTP/MRPP                      | 214    | 1,01 / 100,00   | 0,50 |
| Votos Inválidos         | Votos Inválidos                | 1 160  | 5,49 / 100,00   | 4,90 |
| Total                   | Total                          | 21 166 | 100,00 / 100,00 |      |
| Eleitorado/Participação | Eleitorado/Participação        | 47 937 | 44,15 / 100,00  | 6,67 |

### Juntas de Freguesia

#### Alcabideche
| Partido                 | Partido                                         | Votos  | %               | +/-  | Mandatos | +/-     |
| ----------------------- | ----------------------------------------------- | ------ | --------------- | ---- | -------- | ------- |
|                         | PSD-CDS                                         | 6 352  | 44,36 / 100,00  | 4,12 | 10 / 19  | 1       |
|                         | Partido Socialista                              | 4 557  | 31,83 / 100,00  | 6,26 | 7 / 19   | 1       |
|                         | Coligação Democrática Unitária                  | 1 185  | 8,28 / 100,00   | 4,17 | 1 / 19   | 1       |
|                         | Bloco de Esquerda                               | 858    | 5,99 / 100,00   | 1,64 | 1 / 19   | Estável |
|                         | PDR-JPP                                         | 434    | 3,03 / 100,00   | Novo | 0 / 19   | Novo    |
|                         | Partido Comunista dos Trabalhadores Portugueses | 139    | 0,97 / 100,00   | -    | 0 / 19   | -       |
| Votos Inválidos         | Votos Inválidos                                 | 793    | 5,54 / 100,00   | 2,86 |          |         |
| Total                   | Total                                           | 14 318 | 100,00 / 100,00 |      | 19 / 19  |         |
| Eleitorado/Participação | Eleitorado/Participação                         | 34 518 | 41,48 / 100,00  | 4,49 |          |         |

#### Carcavelos e Parede
| Partido                 | Partido                                         | Votos  | %               | +/-   | Mandatos | +/-     |
| ----------------------- | ----------------------------------------------- | ------ | --------------- | ----- | -------- | ------- |
|                         | PSD-CDS                                         | 7 560  | 40,84 / 100,00  | 1,49  | 9 / 19   | Estável |
|                         | Partido Socialista                              | 5 786  | 31,26 / 100,00  | 10,32 | 7 / 19   | 2       |
|                         | Coligação Democrática Unitária                  | 1 668  | 9,01 / 100,00   | 4,18  | 2 / 19   | 1       |
|                         | Bloco de Esquerda                               | 1 595  | 8,62 / 100,00   | 2,65  | 1 / 19   | Estável |
|                         | PDR-JPP                                         | 595    | 3,21 / 100,00   | Novo  | 0 / 19   | Novo    |
|                         | Partido Comunista dos Trabalhadores Portugueses | 129    | 0,70 / 100,00   | 0,32  | 0 / 19   | Estável |
| Votos Inválidos         | Votos Inválidos                                 | 1 176  | 6,35 / 100,00   | 4,09  |          |         |
| Total                   | Total                                           | 18 509 | 100,00 / 100,00 |       | 19 / 19  |         |
| Eleitorado/Participação | Eleitorado/Participação                         | 39 150 | 47,28 / 100,00  | 5,92  |          |         |

#### Cascais e Estoril
| Partido                 | Partido                        | Votos  | %               | +/-  | Mandatos | +/-     |
| ----------------------- | ------------------------------ | ------ | --------------- | ---- | -------- | ------- |
|                         | PSD-CDS                        | 12 473 | 54,33 / 100,00  | 3,78 | 13 / 21  | 1       |
|                         | Partido Socialista             | 5 328  | 23,21 / 100,00  | 5,25 | 5 / 21   | 1       |
|                         | Coligação Democrática Unitária | 1 540  | 6,71 / 100,00   | 2,03 | 1 / 21   | 1       |
|                         | Bloco de Esquerda              | 1 466  | 6,39 / 100,00   | 1,73 | 1 / 21   | Estável |
|                         | PDR-JPP                        | 998    | 4,35 / 100,00   | Novo | 1 / 21   | Novo    |
| Votos Inválidos         | Votos Inválidos                | 1 151  | 5,01 / 100,00   | 2,93 |          |         |
| Total                   | Total                          | 22 956 | 100,00 / 100,00 |      | 21 / 21  |         |
| Eleitorado/Participação | Eleitorado/Participação        | 55 980 | 41,01 / 100,00  | 4,32 |          |         |

#### São Domingos de Rana
| Partido                 | Partido                                         | Votos  | %               | +/-  | Mandatos | +/-     |
| ----------------------- | ----------------------------------------------- | ------ | --------------- | ---- | -------- | ------- |
|                         | Partido Socialista                              | 8 066  | 38,11 / 100,00  | 7,97 | 9 / 21   | 1       |
|                         | PSD-CDS                                         | 7 290  | 34,44 / 100,00  | 6,19 | 9 / 21   | 2       |
|                         | Coligação Democrática Unitária                  | 2 140  | 10,11 / 100,00  | 6,03 | 2 / 21   | 2       |
|                         | Bloco de Esquerda                               | 1 599  | 7,55 / 100,00   | 2,06 | 1 / 21   | Estável |
|                         | PDR-JPP                                         | 485    | 2,29 / 100,00   | Novo | 0 / 21   | Novo    |
|                         | Partido Comunista dos Trabalhadores Portugueses | 315    | 1,49 / 100,00   | 0,07 | 0 / 21   | Estável |
| Votos Inválidos         | Votos Inválidos                                 | 1 270  | 6,00 / 100,00   | 4,29 |          |         |
| Total                   | Total                                           | 21 165 | 100,00 / 100,00 |      | 21 / 21  |         |
| Eleitorado/Participação | Eleitorado/Participação                         | 47 937 | 44,15 / 100,00  | 6,68 |          |         |

#### Juntas antes e depois das Eleições
| Freguesia            | 2013-2017 | 2013-2017          | 2013-2017      | 2017-2021 | 2017-2021          | 2017-2021      |
| -------------------- | --------- | ------------------ | -------------- | --------- | ------------------ | -------------- |
| Alcabideche          |           | PSD-CDS            | 40,24 / 100,00 |           | PSD-CDS            | 44,36 / 100,00 |
| Carcavelos e Parede  |           | PSD-CDS            | 39,35 / 100,00 |           | PSD-CDS            | 40,84 / 100,00 |
| Cascais e Estoril    |           | PSD-CDS            | 50,55 / 100,00 |           | PSD-CDS            | 54,33 / 100,00 |
| São Domingos de Rana |           | Partido Socialista | 30,14 / 100,00 |           | Partido Socialista | 38,11 / 100,00 |